# Lunatica
Lunatica — швейцарський симфо-метал-гурт із Зуру, що був утворений клавішником Алексом Сайберлом та гітаристом Сандро Д'Ікау в 1998. Вокалістка Андреа Детвілер приєдналася до гурту в 2001.

## Склад
- Андреа Детвілер — вокал
- Сандро Д'Ікау — гітара

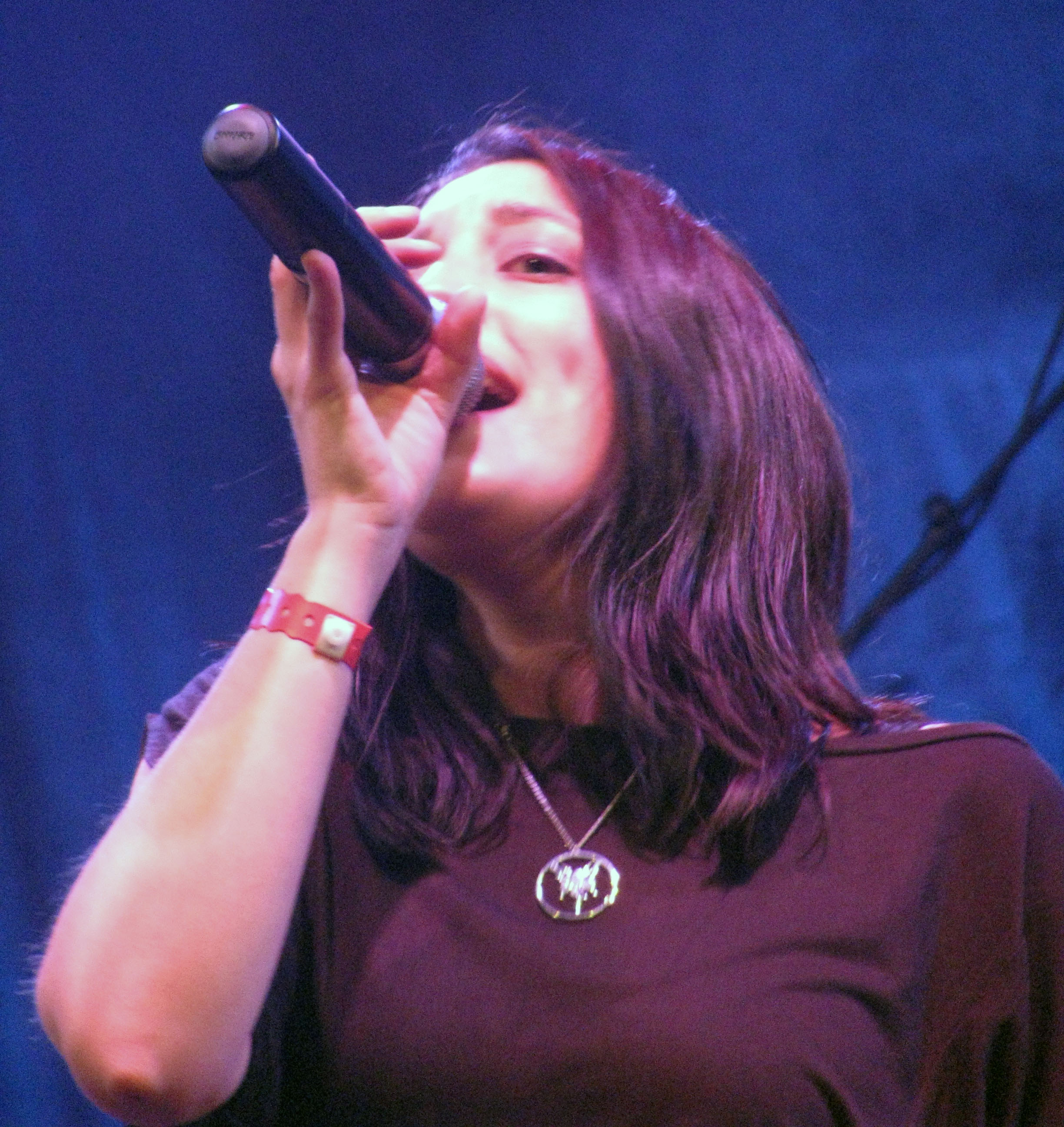
Вокалістка Андреа Детвілер

- Еміліо "МГі" Баррантес — бас-гітара
- Алекс Сайберл — клавіші
- Марк Торетті — гітара
- Ронні Вульф — барабани

## Дискографія

### Альбоми
- 2001: Atlantis
- 2004: Fables & Dreams
- 2006: The Edge of Infinity
- 2009: New Shores

### Сингли
- 2004: Fable of Dreams
- 2005: Who You Are